# Bartolomeo Pelliciari
Bartolomeo Pelliciari fue un militar y escritor de Italia fallecido alrededor de 1622.

## Biografía
Bartolomeo fue natural de Módena y en la milicia llegó a grado de coronel dejando escritas varias obras de arte y ciencia militar, y se distinguió en el siglo XVII en el servicio de Módena, bajo las ódenes de su duque César de Este y del gran duque de Toscana.
Como escritor militar, escribió como se ha dicho varias obras, entre otras "Instrucción de la Caballería" y sirvió hasta 1585 en el ejército de España en Fiandra y en 1587 en el Tercio de Caballería de Italia de Camillo Capizzuchi, y en 1592 sirvió en la Compañía de Lanzas de G. Belgiojoso.
En 1600, aparece la primera edición de sus "Consejos militares", y mientras escribía era coronel y comandante de la "Milizie della Garfagnana", por el ducado de Módena de César de Este, y en 1606 tuvo el cargo de "capitano Trattenuto" y dedicó al príncipe Alfonso y Luis de Este la segunda edición de sus "Consejos militares".
En 1613, volvió al servicio natural de su soberano y oportunamente por ser un experimentado capitán en la guerra, de su duque César de Este, en su lucha por Garfagnana, contra la República de Lucca, donde fueron muy requeridos sus servicios, y terminada aquella guerra acompañó al hijo de Enzo Bentivoglio en 1622 a Francia donde falleció por esa época.

## Obras
- Avvertimenti militari utili e necessarii,..., Módena: G. Maria Verde, 1600 in-4.º.
- Avvertimenti in fazioni di guerra,..., Módena, 1606, in-4.º; Venezia, 1619.
- Primera parte della rassegna e del modo de esercitare la fanteria, Módena, 1613, in-4.º.
- Universale istruzione pe servizio della Cavalleria..., Venezia: A. Pinelli, 1617, in-4.º.
- Trattato di Scherma (obra de esgrima antigua manuscrita).